# Strada Statale 344 di Porto Ceresio
Die Strada Statale 344 „di Porto Ceresio“ ist eine italienische Staatsstraße in der Lombardei (Italien).

## Geschichte
Die Straße wurde 1962 als Staatsstraße von Varese zur Staatsgrenze bei Porto Ceresio gewidmet und erhielt die Nummer 344 und die Bezeichnung „di Porto Ceresio“.
Später wurden die Abschnitte zwischen Varese und Induno Olona und zwischen Arcisate und Bisuschio entwidmet und zu Gemeindestraßen herabgestuft.

## Verlauf
Die SS 344 ist in zwei Abschnitte geteilt. Der erste fängt in Induno Olona an und endet in Arcisate; der zweite erstreckt sich zwischen Bisuschio und die Staatsgrenze bei Porto Ceresio.